# 何鰲 (正德丁丑進士)
何鰲（1493年—1559年），字巨卿，號沅溪，浙江紹興府山陰縣人，明朝政治人物。

## 生平
正德八年（1513年）癸酉科浙江鄉試第七十七名舉人，十二年（1517年）中式丁丑科會試第二百三十五名，二甲第二十四名進士。吏部觀政，授刑部主事，十四年（1519年）諫諍明武宗南巡，被廷杖，丁母憂，服闋，起復原職，嘉靖三年（1524年）大禮議期間，參與左順門哭諫，再被廷杖，升員外郎、郎中，精練明決，為刑部尚書林俊所器重。
嘉靖年間出為湖廣按察司僉事，升四川布政使司左參議，改山東按察司副使、兵備徐州，丁繼母孫氏憂，十四年（1535年）丁父憂，服闋，起為陝西按察司副使、兵備潼關，十九年（1540年）六月升江西布政使司左參政，二十二年（1543年）八月升貴州按察使，二十三年（1544年）七月升河南右布政使，二十四年（1545年）四月升江西左布政使，所至皆有能聲，二十五年（1546年）三月任都察院右副都御史、巡撫山東，二十六年（1547年）十月被刑科給事中張鍊論劾未能剿滅單縣妖賊，被錦衣衛械至京師詰問，謫福建布政使司右參議，吏部尚書聞淵因舉薦不公被奪俸，二十八年（1549年）二月升應天府府丞，十月升都察院右副都御史、總督河道，二十九年（1550年）六月改巡撫鳳陽，十二月升南京兵部右侍郎，三十年（1551年）二月改刑部右侍郎，三十一年（1552年）九月升刑部尚書，三十五年（1556年）十二月引疾致仕。三十八年（1559年）八月卒，贈太子少保。

## 著作
著有《沅溪詩集》。

## 家族
曾祖何政；祖父何昶，封工部主事；父何詔，南京工部尚書。母唐氏（封安人）；繼母孫氏、郭氏。具慶下。兄何鎬，弟何銓、何鱀、何鮤。